# Port Ainé
La estación de esquí de Port Ainé está situada en el municipio de Rialp, comarca del Pallars Sobirá (Lérida, Pirineo Catalán).

## Descripción
Esta estación situada en Pallars Sobirá (Lérida) junto al Parque nacional de Aigüestortes es bastante joven pero es un centro deportivo de los más grandes de toda Europa. Resulta interesante de esta estación, el hecho de que sus pistas sean convergentes en una zona central, en la que se encuentra la cafetería, lo que la hace muy recomendable para esquiar en familia, pues es realmente difícil perderse en esta estación. Está orientado hacia el norte ideal para que se mantenga una nieve en perfectas condiciones durante toda la temporada de esquí.
La temporada 2006-2007 fue la última en cerrar en toda España, alargando la temporada hasta mitad de mayo, por eso es muy querida entre los esquiadores y snowboarders.

## Servicios
Hoteles, apartamentos y albergues, escuela de esquí, alquiler de material, diferentes cafeterías y restaurantes, guardería y parque infantil, sala de juegos con billares, futbolines, máquinas recreativas, ping-pong, mini-bolera.